# Ischnomera konoi
Ischnomera konoi es una especie de coleóptero de la familia Oedemeridae.

## Distribución geográfica
Habita en Japón.